# بانک صنعت و معدن
بانک صنعت و معدن بانک دولتی ایرانی است، که طبق مصوبه مجمع عمومی بانک‌ها در تاریخِ ۲ مهر ۱۳۵۸ از ادغام بانک اعتبارات صنعتی، توسعه صنعتی و معدنی ایران، توسعه و سرمایه‌گذاری ایران، شرکت سرمایه‌گذاری بانک‌های ایران، صندوق ضمانت صنعتی و صندوق معادن تأسیس شد.
شعبه مرکزی این بانک در شهر تهران قرار دارد. بانک صنعت و معدن در سال ۱۳۹۲ رتبه‌ی ۴۶ را دربین صد شرکت برتر ایرانی به‌دست آورده است.

## تاریخچه
بانک صنعت و معدن طبق مصوبه مجمع عمومی بانک‌ها در تاریخِ ۲ مهر ۱۳۵۸ از ادغام بانک اعتبارات صنعتی، توسعه صنعتی و معدنی ایران، توسعه و سرمایه‌گذاری ایران، شرکت سرمایه‌گذاری بانک‌های ایران، صندوق ضمانت صنعتی و صندوق معادن تأسیس شد.
در تاریخِ ۳۱ خرداد ۱۳۶۲ ادغامِ صندوق ضمانت صنعتی و صندوق معادن را مُنتَفی اعلام کرد و اساسنامه بانک اصلاح شُد، سپس در تاریخِ ۲۱ فروردین ۱۳۶۷ طبق مصوبه مجمع عمومی فوق‌العاده بانک، صندوق ضمانت صنعتی با کلیه دارائی‌ها در بانک ادغام گردید.

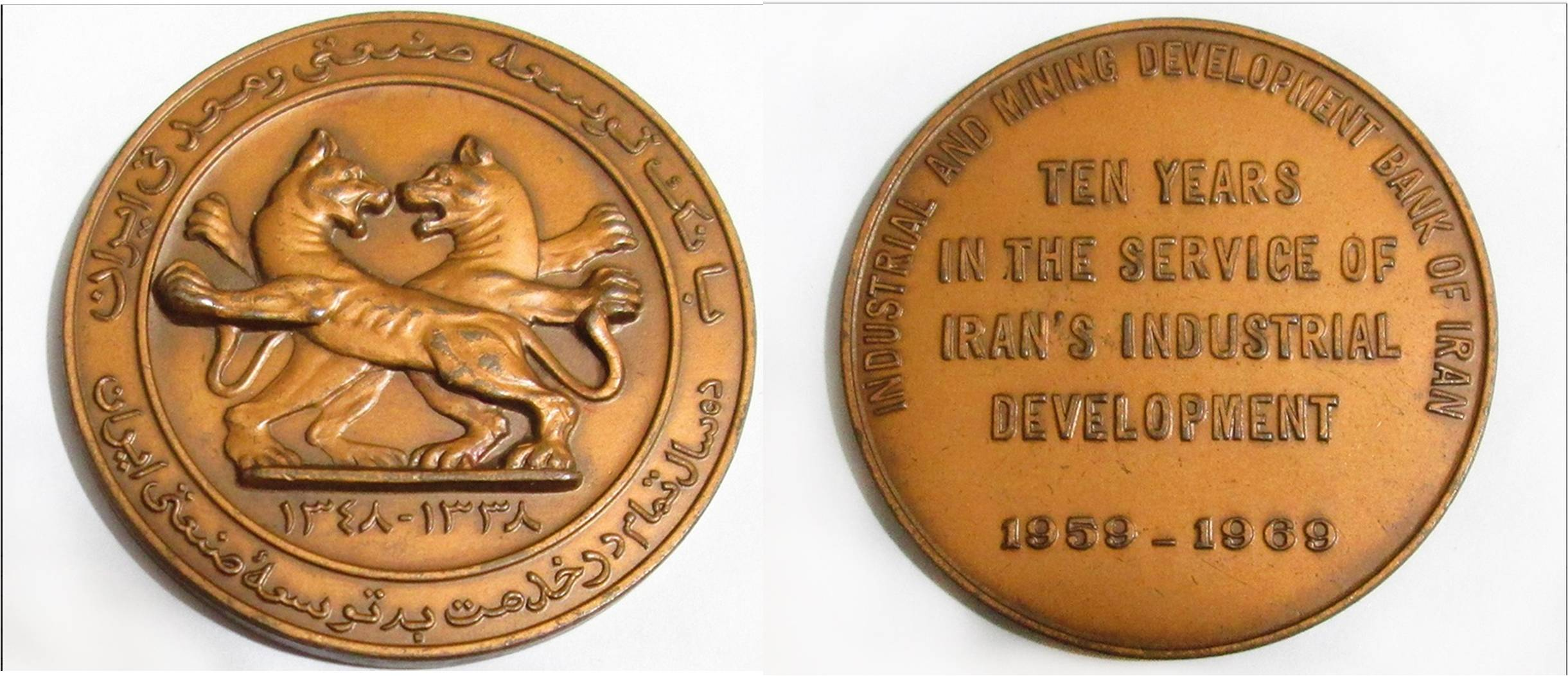
مدال یادبود ده سال فعالیت بانک توسعه صنعتی و معدنی ایران